# Park im. Marii Skłodowskiej-Curie w Wąbrzeźnie
Park im. Marii Skłodowskiej-Curie w Wąbrzeźnie – park miejski w Wąbrzeźnie, w południowej części miasta, założony w XIX wieku.

## Historia
Park przy obecnej ul. Wolności powstał w XIX wieku. Jednym z charakterystycznych elementów była altana (w późniejszym czasie była ona nazywana „Świątynią Dumania” na wzór mickiewiczowskiego zakątka z Pana Tadeusza), kamień upamiętniający powstanie wodociągów miejskich, mostek, stawy, aleje spacerowe. W niepodległej Polsce park ten otrzymał oficjalnie imię Marii Skłodowskiej-Curie. Wtedy też Polacy ustawili w parku kamień, a na nim umieścili inskrypcję poświęconą noblistce. Nad wejściem do parku widniał napis: „Park im. Marii Skłodowskiej-Curie”. Jak pisała Gabriela Bączkowska: „Na końcu ulicy Wolności był park miejski. W odrodzonej Polsce nadano mu imię Marii Skłodowskiej-Curie. Nazwisko naszej rodaczki umieszczone było na granitowym głazie narzutowym przy wejściu. Po wojnie park jeszcze istniał. Przed wejściem leżał głaz narzutowy, bez napisu, gdyż zniszczyli go Niemcy. Nadal pozostawała sztucznie usypana góra, jednak już bez altany na jej szczycie. Był staw z drewnianym mostem, bez pluskających złotych rybek, które wyginęły w czasie wojny. Był kort tenisowy, ale w powojennych czasach ten elitarny sport uznano za burżuazyjny przeżytek, więc kort niszczał i nikt już z niego nie korzystał”. Wiadomo też, że na skraju parku stała figura św. Rocha. W okresie II wojny światowej kamień poświęcony patronce został zniszczony. Już w okresie powojennym park znacznie zmodyfikowano, a na jego miejscu stoi dzisiaj Wąbrzeski Dom Kultury. W 1967 roku, w stulecie urodzin uczonej, pojawiła się inicjatywa postawienia jej pomnika w parku, ale plan ten nie został zrealizowany. W 1969 roku ówczesne władze miejskie ponownie nadały zieleńcowi otaczającemu Dom Kultury imię Marii Skłodowskiej-Curie. W 1974 roku w parku urządzono ogródek jordanowski wraz z placem zabaw. W chwili powstania był największym tego typu obiektem w powiecie wąbrzeskim, wyposażonym w brodzik z bieżącą wodą, kolejkę, piaskownicę, huśtawki, karuzelę, przyrządy do gier i zabaw. Nie zachował się do czasów obecnych. W 1999 roku przed budynkiem WDK umieszczono tzw. Bramę Papieską, która mieściła się tu kilka lat. W 2013 roku z inicjatywy Pawła Beckera, dzięki zaangażowaniu Warsztatu Terapii Zajęciowej z Martą Kowaliszyn na czele, umieszczono w wąbrzeskim parku nowy kamień z tablicą upamiętniającą Marię Skłodowską-Curie. Na tablicy umieszczono napis: Wielkiej Polce, noblistce Marii Skłodowskiej-Curie na pamiątkę tego co było.

## Obiekty parkowe
- Kamienna rzeźba z lat 70. XX wieku, autor nieznany
- Drewniane rzeźby – pokłosie plenerów rzeźbiarskich organizowanych w Wąbrzeźnie od 2013 roku
- Kamień upamiętniający patronkę parku
- Rekonstrukcja armaty z XIX wieku, wykonana w 2014 roku przez Jerzego Skrzynieckiego
- Kapsuła czasu, umieszczona w 2014 roku przez Stowarzyszenia „Wąbrzeska Kultura”
- Dwa dęby – posadzone w 2017 roku w setną rocznicę powstania harcerstwa w Toruniu
- Ścieżka ekologiczna – grupa tablic edukacyjnych o przyrodzie parkowej